# Emmanuel Cáceres
Matías Emmanuel Cáceres (San Martín, provincia de Mendoza, 26 de febrero de 1990), conocido popularmente como Emmanuel Cáceres, es un piloto argentino de automovilismo. Inició su carrera deportiva en el año 2007 compitiendo en Chile, donde participó en la Fórmula 3 de ese país. Tras un año de participación, en 2008 comenzó a participar del automovilismo de su país al debutar en la Fórmula Renault Argentina, categoría de monoplazas en la que competiría primeramente en su etapa de motores de 1600 cm³ y un año después en la de 2000 cm³. Participó en esta categoría hasta el año 2012, para pasarse luego a debutar en la categoría de turismos TC 2000, donde compite desde el año 2013. En sus dos primeras temporadas compitió al comando de unidades de la marca Peugeot, cambiando por primera vez de marca en el año 2015, donde pasó a correr con un Honda Civic IX del equipo PSG-16 Team. Su primera victoria, la obtuvo el 25 de agosto de 2013, en el Autódromo Municipal Juan Manuel Fangio de la Ciudad de Rosario y al comando de un Peugeot 408.
Finalmente y tras dos años de incursión dentro del TC 2000, en el año 2015 conquistaría su primer campeonato a nivel profesional, al proclamarse como campeón de la mencionada categoría luego de obtener el triunfo en la competencia corrida el 21 de noviembre de 2015 en el Autódromo de Concepción del Uruguay. Este título lo conquistaría compitiendo al comando de una unidad Honda Civic IX del equipo PSG-16 Team y al mismo tiempo sería en el marco de una definición histórica, ya que a pesar de culminar el campeonato empatado en puntos con su rival Luciano Farroni, se tomaría como parámetro de definición la cantidad de victorias obtenidas, siéndole el título adjudicado a Cáceres por haber conseguido 3 triunfos en el año, contra solamente uno de Farroni.

## Biografía
Nacido sobre la margen cordillerana de la República Argentina, los inicios de Emmanuel Cáceres en el automovilismo profesional tendrían lugar en la República de Chile, principalmente por una cuestión geográfica. En el país trasandino, el piloto mendocino iniciaría sus primeros pasos en el automovilismo, compitiendo en la Fórmula 3 Chilena, categoría donde de movida comenzaría a hacerse notar, ya que más allá de no haber obtenido victorias o podio alguno, culminaría el campeonato en la quinta posición, siendo además el extranjero mejor ubicado de la categoría.
A pesar de este inicio promisorio, su deseo de poder competir en su país puede más y consigue contactar con el equipo GR Sport Team, con el cual concreta su debut en la Fórmula Renault Argentina, estrenándose el 09 de marzo de 2008 en el Autódromo Ciudad de Paraná. Sin embargo, al finalizar la temporada los problemas económicos se harían presentes imposibilitando su continuidad para el año 2009. Es así que tras su debut en la FRA, decide retornar a su provincia donde por primera vez toma contacto con un karting al participar en la categoría Súper 4T Clase B, del campeonato mendocino de karting. En esta especialidad, Emmanuel contaría con el acompañamiento del excampeón de fórmulas argentinas Juan Manuel Basco, quien atendería su unidad y con quien proyectara el regreso al automovilismo nacional.
En 2010 y tras haber sorteado los problemas económicos con éxito, Cáceres retorna a competir en la Fórmula Renault Argentina, haciéndolo bajo el ala del equipo de Juan Manuel Basco. En su temporada de retorno, sería partícipe junto a sus colegas de pista de un hecho histórico, debido a la reformulación de la categoría que de motores 1.6 pasaba a equiparse con motores 2.0. En cuanto a su regreso, Cáceres cosecharía resultados discretos, finalizando el torneo en la 22.ª colocación. Tras esta participación, decidiría encarar un proyecto personal propio con el cual se presentaría a competir en los años siguientes, hasta la temporada 2012.
A pesar de los discretos resultados obtenidos durante su paso por la Fórmula Renault, su carrera deportiva daría un giro inesperado, cuando fue convocado por la escuadra Litoral Group para concretar su ascenso y debut en el campeonato de TC 2000, teniendo de esta manera su estreno en una categoría de automóviles de turismo. Su llegada al TC 2000 se daría gracias al interés de Gabriel Bonavía, propietario de la escuadra, en participar de dicha división confiándole al piloto mendocino la conducción de un Peugeot 307 hatchback. A pesar de todo, el arranque de año de Cáceres y su paso por esta escudería no sería de lo mejor, habiendo arribado dos veces a la línea de meta y habiendo desertado en las restantes seis, de un total de 8 competencias corridas, motivo por el cual decidiría tomar la decisión de cambiar de aire, propiciándose finalmente el cambio de equipo al pasar a competir a partir de la fecha siguiente en el equipo DTF Racing, dirigido por el expiloto Oscar Fineschi, quien le confiaría la conducción de uno de sus Peugeot 408. La decisión de su cambio de rumbo, mostraría sus frutos de movida y de la mejor forma, ya que en su primera intervención compitiendo en su nueva estructura, se llevaría su primera victoria en su trayectoria deportiva, ganando la competencia corrida en el Autódromo Municipal Juan Manuel Fangio de la Ciudad de Rosario, válida por la 8.ª fecha del campeonato 2013.

## Trayectoria
| Año  | Categoría                                | Automóvil           |
| ---- | ---------------------------------------- | ------------------- |
| 2007 | Debut en Fórmula 3 Chilena               | Crespi-Nissan       |
| 2008 | Debut en Fórmula Renault Argentina 1.6   | Tito 02-Renault K4M |
| 2010 | Fórmula Renault Argentina 2.0            | Tito 02-Renault F4R |
| 2011 | Fórmula Renault Argentina                | Tito 02-Renault     |
| 2012 | Fórmula Renault Argentina                | Tito 02-Renault     |
| 2013 | Debut en TC 2000                         | Peugeot 307         |
| 2013 | Debut en TC 2000                         | Peugeot 408         |
| 2014 | TC 2000                                  | Peugeot 408         |
| 2014 | 200 km de Buenos Aires del Súper TC 2000 | Toyota Corolla      |
| 2015 | Campeón de TC 2000                       | Honda Civic IX      |
| 2016 | TC 2000                                  | Fiat Linea          |
| 2016 | TC 2000                                  | Chevrolet Cruze I   |
| 2017 | Debut en Súper TC 2000                   | Fiat Linea          |
| 2018 | Debut en TC Mouras                       | Ford Falcon         |
| 2018 | TC 2000                                  | Toyota Corolla      |

- [10]

## Palmarés
| Título  | Categoría | Automóvil      | Año  |
| ------- | --------- | -------------- | ---- |
| Campeón | TC 2000   | Honda Civic IX | 2015 |

## Resultados

### TC 2000
| Año  | Equipo          | Auto              | 1    | 2    | 3     | 4     | 5    | 6     | 7     | 8     | 9     | 10     | 11    | 12   | 13    | 14     | 15     | 16     | 17    | 18    | 19  | 20     | 21    | 22     | 23     | Res. | Puntos |
| ---- | --------------- | ----------------- | ---- | ---- | ----- | ----- | ---- | ----- | ----- | ----- | ----- | ------ | ----- | ---- | ----- | ------ | ------ | ------ | ----- | ----- | --- | ------ | ----- | ------ | ------ | ---- | ------ |
| 2013 |                 |                   | RC   | BA I | RAF   | AG    | LP   | CON   | OLA   | ROS   | SJO   | JUN    | BA II | PDF  |       |        |        |        |       |       |     |        |       |        |        | 14.º | 47     |
| 2013 | Litoral Group   | Peugeot 307       | Ret  | Ret  | Ret   | Ex.   | 13   | 13    | NL    |       |       |        |       |      |       |        |        |        |       |       |     |        |       |        |        | 14.º | 47     |
| 2013 | DTF Racing      | Peugeot 408 I     |      |      |       |       |      |       |       | 1     | NL    | 13     | 8     | 13   |       |        |        |        |       |       |     |        |       |        |        | 14.º | 47     |
| 2014 |                 |                   | AG I | LP   | JUN   | MER   | BA I | PAR I | RC    | CON   | BA II | PAR II | AG II | GR   |       |        |        |        |       |       |     |        |       |        |        | 8.º  | 137    |
| 2014 | Escudería FE    | Peugeot 408 I     | 4    | 2    | 22    | 3     | 3    | 12    | 12    | 17    | 14    | 7      | 3     | Ret  |       |        |        |        |       |       |     |        |       |        |        | 8.º  | 137    |
| 2015 |                 |                   | AG   | AG   | CON   | CON   | BA   | BA    | MER   | JUN   | JUN   | LP I   | LP I  | NDJ  | RAF   | RAF    | LP II  | LP II  | SL    | SL    | RC  | RC     | CDU   | CDU    |        | 1.º  | 214    |
| 2015 | PSG-16 Team     | Honda Civic IX    | 12   | Ret  | Ret   | Ex.   | 5    | Ex.   | 6     | 8     | 1     | Ret    | 3     | 3    | 10    | Ret    | 11     | 1      | 7     | Ex.   | 6   | 11     | 2     | 1      |        | 1.º  | 214    |
| 2016 |                 |                   | SMM  | SMM  | CON I | CON I | BA I | BA I  | SJO   | SJO   | LP    | LP     | CDU   | CDU  | BA II | BA II  | CON II | CON II | RAF   | RAF   | AG  | RC     | RC    | PAR    | PAR    | 4.º  | 262    |
| 2016 | PSG-16 Team     | Fiat Linea        | 8    | 7    | 1     | 3     | Ret  | 7     | 1     | 8     | 2     | 22†    | 5     | 9    | 11    | 1      |        |        |       |       |     |        |       |        |        | 4.º  | 262    |
| 2016 | Pro Racing      | Chevrolet Cruze I |      |      |       |       |      |       |       |       |       |        |       |      |       |        | 9      | 11     | 7     | 10    | 8   | 10     | Ret   | 3      | 2      | 4.º  | 262    |
| 2017 |                 |                   | AG I | AG I | BA I  | BA I  | CDU  | CDU   | PAR I | PAR I | RC    | RC     | BA II | SL   | SL    | PAR II | PAR II | AG II  | SMM   | CON   | CON | BA III |       |        |        | -    | -      |
| 2017 | 97 Racing       | Fiat Linea        |      |      |       |       |      |       |       |       |       |        | 10    |      |       |        |        |        |       |       |     |        |       |        |        | -    | -      |
| 2017 | Ambrogio Racing | Renault Fluence   |      |      |       |       |      |       |       |       |       |        |       |      |       |        |        | Ret    |       |       |     |        |       |        |        | -    | -      |
| 2018 |                 |                   | AG I | AG I | CDU   | CDU   | CON  | CON   | RC    | RC    | BA    | LP     | LP    | SL I | SL I  | AG II  | SMM    | SMM    | SL II | SL II | ROS | ROS    | PAR   | PAR    |        | 18.º | 96     |
| 2018 | Toyota Young    | Toyota Corolla XI |      |      |       |       |      |       |       |       | 1     |        |       | 3    | 2     |        |        |        |       |       |     |        |       |        |        | 18.º | 96     |
| 2019 |                 |                   | AG   | AG   | OLA   | OLA   | RC I | RC I  | CDU   | CDU   | PAR I | PAR I  | SNI   | SNI  | ROS   | ROS    | BA I   | RC II  | RC II | OBE   | OBE | BA II  | BA II | PAR II | PAR II | -    | -      |
| 2019 | Toyota Young    | Toyota Corolla XI |      |      |       |       |      |       |       |       |       |        |       |      |       |        | 8      |        |       |       |     |        |       |        |        | -    | -      |

### Súper TC 2000
| Año  | Equipo                | Auto               | 1    | 2    | 3     | 4     | 5   | 6   | 7   | 8   | 9      | 10     | 11    | 12  | 13  | 14    | 15    | 16  | 17  | 18  | 19  | 20    | 21    | 22   | Res. | Puntos |
| ---- | --------------------- | ------------------ | ---- | ---- | ----- | ----- | --- | --- | --- | --- | ------ | ------ | ----- | --- | --- | ----- | ----- | --- | --- | --- | --- | ----- | ----- | ---- | ---- | ------ |
| 2014 |                       |                    | RAF  | VIE  | AG    | ROS   | TOA | BA  | RES | SFE | SFE    | SJU    | TRH   | COD | PDF |       |       |     |     |     |     |       |       |      | -    | -      |
| 2014 | Toyota Team Argentina | Toyota Corolla XI  |      |      |       |       |     | 10  |     |     |        |        |       |     |     |       |       |     |     |     |     |       |       |      | -    | -      |
| 2016 |                       |                    | TRE  | ROS  | SMM   | AG I  | TRH | OBE | BA  | SFE | SFE    | TOA    | SJU   | GR  | GR  | AG II |       |     |     |     |     |       |       |      | -    | -      |
| 2016 | Fiat Petronas         | Fiat Linea         |      |      |       |       |     |     | 19† |     |        |        |       |     |     |       |       |     |     |     |     |       |       |      | -    | -      |
| 2017 |                       |                    | BA I | PDF  | SMM   | ROS   | ROS | TRH | RAF | OBE | SFE    | SFE    | BA II | SJU | GR  | AG    |       |     |     |     |     |       |       |      | 26.º | 10     |
| 2017 | Fiat Petronas         | Fiat Linea         | 17   | 15   | 23    | 18    | 16  | Ret | 17  | 13  | 20†    | Ret    | 17    | Ret | 10  | 21    |       |     |     |     |     |       |       |      | 26.º | 10     |
| 2021 |                       |                    | BA I | BA I | BA II | BA II | AG  | AG  | SNI | SNI | BA III | BA III | PAR   | PAR | TOA | TOA   | BA IV | VIL | VIL | ROS | ROS | AG II | AG II | BA V | -    | -      |
| 2021 | TGR Junior Team       | Toyota Corolla XII |      |      |       |       |     |     |     |     |        |        |       |     |     |       | 14    |     |     |     |     |       |       |      | -    | -      |